# Яннік Вестергор
Яннік Вестергор (дан. Jannik Vestergaard, нар. 3 серпня 1992, Копенгаген) — данський футболіст, захисник клубу «Лестер» і національної збірної Данії.

## Клубна кар'єра
Народився 3 серпня 1992 року в місті Відовре на околиці  Копенгагену в родині данця і німкені. Його дядько і дідусь також були професійними футболістами. Дідусь Ганнес Шреєрс був гравцем «Юрдінгена» і дюссельдорфської «Фортуни», а також зумів провести дві гри за «Вест Гем Юнайтед». Дядя, Ян Шреєрс, був гравцем молодіжної команди «Юрдінгена», проте отримав важку травму і був змушений закінчити з футболом.
Яннік отримав свою футбольну освіту в рідному Копенгагені, займався в школах різних данських клубів, серед яких були «Фрем», «Копенгаген» і «Брондбю».
У 2010 році данець підписав контракт з німецьким клубом «Гоффенгайм 1899», але спочатку тренувався в юнацькій команді, однак незабаром став гравцем другої команди «Гоффенгайма». У ній дебютував 12 серпня 2010 року в гостьовому матчі 2 туру Південної Регіоналлігі проти «Вортматії Вормс», який закінчився перемогою з рахунком 5:1. Яннік вийшов в основному складі й провів на полі весь матч. Всього в сезоні 2010/2011 він провів 19 матчів і забив три м'ячі.
В кінці сезону 2010/11 його також підпустили до тренувань в основному складі. А 16 квітня 2011 року в домашньому поєдинку 30-го туру проти «Айнтрахта» він дебютував у Бундеслізі. Матч закінчився перемогою 1:0, Яннік вийшов на поле на 89-й хвилині, замінивши Раяна Бабеля. Всього відіграв за гоффенгаймський клуб наступні чотири сезони своєї ігрової кар'єри.
27 січня 2015 року Вестергор перейшов до «Вердера», підписавши контракт до 2018 року. Відіграв за бременський клуб півтора сезону, взявши участь у 48 матчах в національному чемпіонаті.
11 червня 2016 року за 12 мільйонів євро перейшов до «Боруссії» (Менхенгладбах).

## Виступи за збірні
2010 року дебютував у складі юнацької збірної Данії, взяв участь у 11 іграх на юнацькому рівні, відзначившись одним забитим голом.
Протягом 2011–2015 років залучався до складу молодіжної збірної Данії, разом з якою був учасником молодіжного Євро-2015, на якому Вестергор забив гол у ворота однолітків з Чехії, а данці стали півфіналістами турніру. Всього на молодіжному рівні зіграв у 28 офіційних матчах і забив 4 голи.
16 травня 2012 року був викликаний на збір національної команди Данії перед чемпіонатом Європи, проте в підсумку головний тренер збірної Мортен Ольсен не включив його в список футболістів, які поїхали на Євро.
14 серпня 2013 року дебютував в офіційних матчах у складі національної збірної Данії в товариській грі проти збірної Польщі (2:3), вийшовши на заміну на 64 хвилині замість Сімона К'єра. Наразі провів у формі головної команди країни 16 матчів, забив 1 гол.
Влітку 2015 року тренер Мортен Ольсен не включив гравця у заявку на відбіркові матчі чемпіонату Європи проти Албанії та Вірменії. Після цього Вестергор гнівно заявив, що може змінити збірну і виступати за Німеччину. Це було можливо, оскільки мати гравця мала німецьке громадянство, а сам Яннік хоч і зіграв у трьох матчах за збірну Данії, всі вони були товариським. Після цього Олсен викликав гравця на відбіркові матчі чемпіонату Європи проти Португалії, але Яннік на поле знову не вийшов, зігравши тільки в наступному товариському матчі проти Франції (1:2), замінивши на 86 хвилині Даніеля Аггера.
2018 року, маючи на той момент у своєму активі 16 матчів за національну команду Данії, став у її складі учасником тогорічного чемпіонату світу, на якому був резервним гравцем.